# 陈铎 (明朝)
陈铎（？1488年—1507年），字大声，号秋碧，又号座隐先生、七一居士。淮安邳州（今属江苏）人。
寓居江寧。祖父陈政因靖难之役有功，累进南京中军右都督。父陈璿於正统十二年袭济川卫（今属山东济宁）指挥使。天顺五年（1461年），陈铎袭济州卫指挥使。尤精声律，善弹琵琶，每以牙板随身，興致一來则引吭高歌，教坊弟子称为“乐王”。正德二年（1507年）卒。著有《草堂餘意》，杂剧《纳锦囊》《太平乐事》《好姻缘》等。